# Temporada 1890-1891 del Liceu
La temporada 1890-1891 va veure un desconegut Arturo Toscanini de 23 anys com dirigia I Capuleti e i Montecchi els dies 14, 16 i 22 de novembre. El director titular d'aquella
temporada era un mestre de prestigi, Edoardo Mascheroni, que atrafegat amb els assaigs d'Otello que s'estrenaria el 19 del mateix mes va deixar l'òpera de Bellini al jove col·lega. L'estrena de l'Otello verdià amb el tenor Franco Cardinali no entusiasmà, potser era massa avançada per a un públic tradicional.
El pas de Toscanini pel Liceu es limita, doncs, a aquestes tres representacions tot i que després va assajar i va estar anunciat per a l'Orfeu i Eurídice de Gluck que no s'arribà a representar per les diferències entre la contralt Giuseppina Pasqua i l'empresari Albert Bernis.
| Temporada 1890-1891 del Liceu |                     |                    |                   | |           |                        |
| Òpera                         | Compositor          | Director musical   | Director d'escena | Papers principals | Producció | Dates                  |
| Lohengrin                     | Richard Wagner      | Edoardo Mascheroni |                   | Teresa Arkel, Giuseppina Pasqua, Raffaele Grani, Eugeni Labán, Anton Vidal                                              |           | 30 d'octubre           |
| Aida                          | Giuseppe Verdi      |                    |                   | Teresa Arkel/Concetta Bordalba, Tilde Carotini Zonghi/Giuseppina Pasqua, Raffaele Grani, Virgilio Blasi, Luis Visconti  |           | novembre               |
| I Capuleti e i Montecchi      | Vincenzo Bellini    | Arturo Toscanini   |                   | Giuseppina Huguet, Giuseppina Pasqua, Alfredo                                                                           |           | 14 al 22 de novembre   |
| Otello                        | Giuseppe Verdi      | Edoardo Mascheroni |                   | Franco Cardinali, Mila Kupfer-Berger/Eva Tetrazzini, Eugeni Labán, Alfredo Zonghi, Luis Visconti, Tilde Carotini Zonghi |           | 19 de novembre         |
| Les Huguenots                 | Giacomo Meyerbeer   |                    |                   | Teresa Arkel, Giuseppina Huguet, Tilde Carotini Zonghi, Raffaele Grani, Virgilio Blasi, Luis Visconti, Anton Vidal      |           | novembre               |
| Ernani                        | Giuseppe Verdi      |                    |                   | Concetta Bordalba, Raffaele Grani/Antonio Pomer, Eugeni Labán/Virgilio Blas, Luis Visconti                              |           | desembre               |
| Mefistofele                   | Arrigo Boito        |                    |                   | Mila Kupfer-Berger, Tilde Carotini Zonghi, Raffaele Grani, Anton Vidal                                                  |           | desembre               |
| Dinorah                       | Giacomo Meyerbeer   |                    |                   | Sigrid Arnoldson, Giuseppina Huguet, Margarida Julià, Alfredo Zonghi, Eugeni Labán, Josè Tanci                          |           | gener                  |
| Gioconda                      | Amilcare Ponchielli |                    |                   | Matilde Rodriguez, Virginia Guerrini, Tilde Carotini Zonghi, Emilio De Marchi, Joaquim Aragò, Luis Visconti             |           | abril                  |
| Rigoletto                     | Giuseppe Verdi      | Edoardo Mascheroni |                   | Giuseppe Moretti, Joaquim Aragó, Angelina Turconi-Bruni, Luis Visconti, Tilde Carotini, Antònia Amat                    |           | 9, 12, 14 i 22 d'abril |
| Lohengrin                     | Richard Wagner      | Edoardo Mascheroni |                   | Matilde Rodriguez, Virginia Guerrini, Emilio De Marchi, Eugeni Labán, Luis Visconti                                     |           | 11 d'abril             |
| Les Pêcheurs de perles        | Georges Bizet       |                    |                   | Angelina Turconi Bruni, Giuseppe Moretti, Joaquim Aragò, Costantino Thos                                                |           | abril                  |
| Cavalleria Rusticana          | Pietro Mascagni     | Edoardo Mascheroni |                   | Matilde Rodriguez, Virginia Guerrini, Emilio De Marchi, Eugeni Labán, Margarida Julià                                   |           | 9 de maig              |
| La Jolie Fille de Perth       | Georges Bizet       |                    |                   | Angelina Turconi Bruni, Virginia Guerrini, Giuseppe Moretti, Eugeni Labán, Luis Visconti                                |           | maig                   |
| Otello                        | Giuseppe Verdi      |                    |                   | Kate Bensberg, Franco Cardinali, Eugeni Labán, Alfredo Zonghi, Luis Visconti, Tilde Carotini Zonghi                     |           | maig                   |